# Julien Tiersot
Julien Tiersot (Bourg-en-Bresse, Ain, 5 de juliol de 1857 - París, 10 d'agost de 1937) fou un compositor i crític musical francès.
Fill del metge Edmond Tiersot, estudià al Liceu Sant Lluís i després medicina i després música en el Conservatori de París, on tingué per professors com Savard, Massenet i Franck. Va contraure matrimoni amb la senyoreta Ernoult i el 1883 fou nomenat bibliotecari segon del Conservatori, el 1909 bibliotecari i el 1920 president de la Societat francesa de musicologia. Durant aquest període va compondre diverses peces de música i treballs de crítica musical i va donar diversos cicles de conferències a França, Bèlgica, els Països Baixos, Escandinàvia, Estats Units i el Canadà.
Com a obres més importants en el terreny de la critica i la història musical cal mencionar:
- Études sur le chançon populaire en France, (premiada per l'Institut).
- Études sur Belioz, (premiada per l'Acadèmia Francesa).
- Études sur Gluck.
- Études sur Rousseau.
- Études sur la musique au temps de la Révolutionfrançaise.
- Histoire de la chanson populaire en France, (premiada per l'Acadèmia, París, 1889.
- Musiques pittoresques.
- Promenades musicales à l'exposition de 1889, (1889).
- Notes d'ethnographiesical, (en Ménestrel, 1900-02, edició a part, 1903).
- Rouget de Lisle, son oeuvre, sa vie, (obra premiada, 1892).
- Les fétes de la rèvolution française, (1894).
- Ronsard et la musique de son temps, (Leipzig, 1902).
- Index musical pour le Romancero populaire de France, (1904).
- Hèctor Berlioz et la musique de son temps, (1904).
- Étude sur Les Maîtres Chanteurs de Wahner.
- Notes d'ethnographie musicale, (1905).
- Les annèes romantiques, 810-1842, correspondència de Berlioz (1907).
- Gluck, (París, 1909).
- La musique chez les peuples indigénes de l'Amérique du Nord, (París, 1910).
- Un démi siècle de musique française.
- Entre deux guerres, 1870-1917, (París, 1918).
- La musique dans les comédies de Molière, (1922).

A més, per encàrrec del Govern col·leccionà els cants populars dels Alps francesos (impresos el 1903). El 1886 s'estrenà a París i a Arràs una refosa feta per Tiersot de Jean de Robin et de la Marion, d'Adam de la Halle. També va compondre un gran nombre de peces de cant per a festes i commemoracions com:
- el jubileu de Quinet el 1903.
- la festa de Berlioz a Grenoble (1903).
- una Rapsòdia, per a orquestra vers cants populars de la Bresse.
- Stella, per a cor i orquestra.
- Cançons populars franceses, per a cor i orquestra.
- Sire Halewyn, llegenda simfònica.
- Suite, vers danses populars franceses.
- música per l'Andromeda de Corneille, etc.

El 1891, amb C. Bordes, dirigí la primera audició d'obres de Palestrina en l'església de Saint-Gervais, de París. fou col·laborador de les principals revistes de música franceses i d'algunes estrangeres.